# Ombessa
Ombessa es una comuna camerunesa perteneciente al departamento de Mbam-et-Inoubou de la región del Centro.
En 2005 tiene 25 640 habitantes, de los que 3816 viven en la capital comunal homónima.
Se ubica sobre la carretera N4, unos 100 km al norte de la capital nacional Yaundé. Su territorio está delimitado al este por el río Mbam.

## Localidades
Comprende la ciudad de Ombessa y las siguientes localidades:
- Baliama
- Baningouang
- Bogondo
- Bouraka
- Boyaba
- Boyabissoumbi
- Essende
- Guientsing I
- Guientsing II
- Guientsing III